# 雙行星

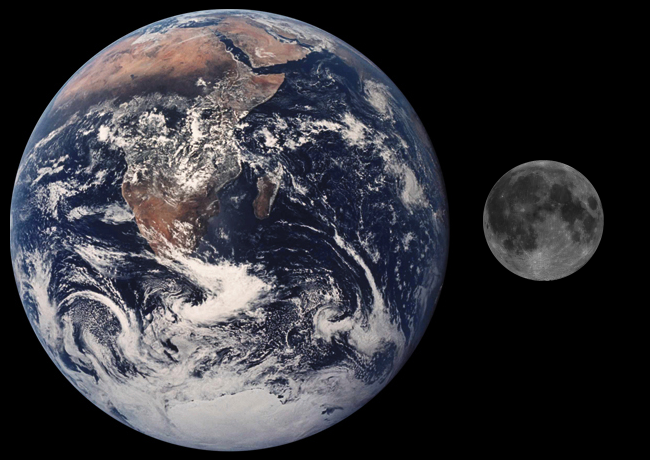
我們的地球-月球系統–有時被認為是雙行星。

雙行星和聯行星是非正式的天文學術語，用來描述一顆有著夠大衛星的行星，因而必須考慮那顆衛星是否也算是行星。一個非官方的定義需要考慮軌道的重力中心（質心）是否落在兩者的表面之外。正式的名稱是聯星系，相似的，也稱為雙小行星（或雙迷你行星）系統，像是安地欧普，和雙開普帶天體（KBO）系統，例如79360 1997CS29和1998 WW31。迄2009年，在太陽系中還沒有被官方認可的雙行星。歐洲太空總署曾經提議將地月系統視為雙行星。在2006年8月召開的國際天文聯合會會員大會也曾經選出冥王星和冥卫一（卡倫）系統是雙行星的一種類型。

## 卫星与双星的区分
双星的概念来源于恒星之间的相互绕行，由于恒星有很好的定义（足够大，因而引发核聚变发光），所以不存在“卫恒星”的概念，凡是相互绕行的恒星，无论大小差异如何，都是双星（或者三联星等）。
然而在行星系统内，行星与卫星按照轨道区分，直接绕恒星的就是行星，绕行星的是卫星。但双星的情形模糊了行星与卫星的区别，如果两颗相互绕行的星球大小非常接近，毫无疑问会被归类于双行星；如果大小差别非常大，则小星体是卫星；而介于前两种情况之间，即两星体大小相当，同时差别明显，这就产生了定义的疑难。按照一般的科学定义原则，不宜人为地给出某个比值（比如质量差别1/10）作为区分界限，而应该以某种引力、轨道相关的现象作为标准。而事实上，人们仍从直观上认为两者质量在同一数量级为双行星。（即比值1/10作为心理分界）
在過去，曾經有一些辯論雙行星和行星-衛星系統之間的精確定義界限。在許多的例子中，都不是問題，因為這些衛星的质量都遠低於系統中的行星，比較特別的是地月系和冥卫系統。太陽系中所有的衛星都低於其行星或矮行星質量的0.00025（1/4000），但是，月球与地球的質量比是0.0123（1/81），而冥衛一和冥王星的質量比是0.117（约1/9）。

## 雙行星的定義
在2006年，國際天文聯合會曾考慮為雙行星下個簡短的正式定義，以將冥王星和冥卫一包括在系統內，但是沒有得到認同。这個可以接受用來辨別是行星-衛星或雙行星的分界點依據是這兩者共同的質心（重力中心）位於何處。如果重心不在兩者任何一個的內部，則该系統是一個雙行星系統。在這種情況下，兩個天體都環繞著自由空間中的一個點運轉。照这种定義，冥王星和冥卫一將是雙矮行星系統。
两星体相互绕行的质量中心，如果在某一星体内部，则该星体是主星，另一星体是卫星，这一定义明确清晰，符合我们对主星直观上感受。不过这一定义向极限情况推广遇到困难：即使质量差距巨大的两星球，只要相距足够远，质心总会离开主星表面；或者只要主星收缩得足够致密（白矮星、中子星甚至黑洞），质心也总会离开主星表面。
由於潮汐力，月球每年遠離地球1.5英寸（3.74公分）），目前系統的重心雖然位於地球內部，但終將移到地球之外。所以依照這樣的定義，地月系統在數十億年之後將成為雙行星。
用雙星或聯星系統的定義來作比較，如果它只取決於重心的位置，則任何一顆在環繞時重心位於母恆星內部的伴星都將被稱為是行星，而重心在母恆星外面的都將被視為另一顆恆星（伴星）。依照這樣的定義，太陽系中除了木星所有的主要行星依然還是行星。日-木重心是唯一重心在太阳表面之外的系統。然而，由於木星不是一顆恆星，所以天文學家面對的困難是需要一個明確的雙行星系統定義。

## 拔河定義
后来以撒·艾西莫夫建議區分行星-衛星和雙行星要以兩者相互拔河（較勁）的值來辨別這個量是衛星的質量相較於行星和太阳的比例，以及衛星的距離相較於与行星和太阳距離的值。
拔河值{\displaystyle ={\frac {m_{1}}{m_{2}}}\times ({\frac {d_{1}}{d_{2}}})^{2}}
式中{\displaystyle m_{1}}为行星质量，{\displaystyle m_{2}}为恒星质量，{\displaystyle d_{1}}为卫星与恒星间的距离，{\displaystyle d_{2}}为卫星与行星间的距离。
以拔河圖來看，土星最大的衛星土衛六（泰坦）的值是380，它的意思是土星對土卫六的的引力比太阳对土卫六的引力大了380倍。
除了冥王星和冥卫一之外，艾西莫夫的拔河圖有所有的行星和一些衛星的數值，因為當時對冥王星及其衛星的所知還不夠多。他指出，即使是那些被認為是被木星捕獲的外圍衛星，木星对它们的約束力也僅是比太阳強一些。然而只要拔河值仍然大於1，太阳就會失去對這些天體的約束，而由行星控制著。
對地球的衛星月球，太阳確實贏得了拔河，地球的拔河值僅有0.46，這意味著地球對月球的約束力只有不到太阳的一半。由太阳對月球的重力是地球的兩倍，艾西莫夫推論地球和月球必須是一個雙行星系統。這事實上也是他在許多本著作中指出月球應該是顆行星，而不是地球的衛星的主要原因。
|                | 我們必須正視月球，因為將之视為地球的衛星或是捕獲物是不准确的，而應該如同地球一樣是顆行星，一起繞著太阳。更明確的說，在地月系統之內，最簡單的描述方法就是月球繞著地球運轉；但是，如果以正確的尺度描繪地球和月球繞行太阳的圖，你會看到月球軌道無處不是凹向太阳的，即它總是朝向太阳下坠。其它所有的衛星都无例外，通過它們軌道的任何一部分，都是漂離太阳的，它們都不同於我們的月球，取得主導權的是它們的行星。 |
| ——Isaac Asimov | |

不过，拔河定义也存在一些与我们对双星直观认识不一致的地方：它把卫星或伴星的轨道位置作为判断的主要标准，使得某些显然的双星（或卫星）被归入相反的类别。比如两个几乎相同大小的星体，在远离太阳的地方相互紧密绕行，太阳在拔河中显然处于弱势；再比如在与月球有相同轨道高度的人造卫星，它们的拔河值和月球相同，但把它们当作与地球相当的伴星体显然存在困难。存在一个比拔河值更加精确的天文学概念，就是希尔球半径，当卫星轨道半径接近希尔球半径时，行星对卫星的控制力较弱，可认为拔河中处于劣势。

## 科幻中的雙行星
- 罗慕路斯和雷穆斯（星艦奇航記）
- 新華盛頓（New Washington） 與富蘭克林（Franklin）（杰里·波奈尔（Jerry Pournelle）《The Prince》）
- Opal 與 Quake（查爾斯·雪菲爾德（Charles Sheffield） Summertide）
- Roche 與 Eau（Robert L. Forward 《Rocheworld》）
- 烏拉斯（Urras ）與安納瑞斯（Anarres）（娥蘇拉·勒瑰恩《一無所有》）
- 源式與中將（紫）
- Caprica and Gemenon（Caprica & Battlestar Galactica）
- 火星（Fire） 與水星（Water）（Lexx）
- Iscandar and Gamilas (Space Battleship Yamato 2199)